# Var (departament)
Var este un departament din sudul Franței, situat în regiunea Provence-Alpi-Coasta de Azur. Este unul dintre departamentele originale ale Franței create în urma Revoluției din 1790. În 1860 a fost redus ca suprafață prin transferul arondismentului Grasse către departamentul nou format Alpes-Maritimes, astfel că râul Var care denumește departamentul a ajuns să nu mai curgă prin acesta.

## Localități selectate

### Prefectură
- Toulon

### Sub-prefecturi
- Brignoles
- Draguignan

### Alte orașe
- Fréjus
- Hyères
- La Garde
- La Seyne-sur-Mer
- La Valette-du-Var
- Saint-Tropez
- Saint-Raphaël
- Six-Fours-les-Plages

## Diviziuni administrative
- 3 arondismente;
- 43 cantoane;
- 153 comune;